# Capilla del Señor
Pour les articles homonymes, voir Capilla (homonymie).
Capilla del Señor (français : Chapelle du Seigneur) est une ville argentine dans le nord-est de la province de Buenos Aires. C'est le chef-lieu du partido d'Exaltación de la Cruz.

## Géographie
La ville est située à 82 km de Buenos Aires, à 24 km de Zárate, à 27 km de Pilar, à 30 km de Campana et de Luján, à 47 km de San Antonio de Areco, et à 49 km de San Andrés de Giles.

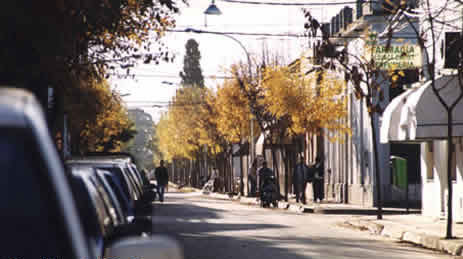
Une rue Capilla del Señor classique. Le clocher de l'église est visible en arrière-plan.

## Démographie
La ville a 9 244 habitants (INDEC, 2010), ce qui représente une augmentation de 15 % par rapport à 8 044 habitants (INDEC, 2001) du recensement précédent.

## Personnalités
- Camila Rolón (1842,1913), religieuse fondatrice de la congrégation des Sœurs pauvres de Saint Joseph. En cours de béatification[1].